# Genetzter Kissenstern
Der Genetzte Kissenstern (Oreaster reticulatus), auch Netz-Kissenstern genannt, ist ein großer, 45 bis 50 Zentimeter Durchmesser erreichender Seestern. Er lebt im tropischen westlichen Atlantik von South Carolina bis Brasilien sowie im östlichen Atlantik um die Kapverdischen Inseln.

## Merkmale
Der Genetzte Kissenstern hat einen massiven Körper mit am Rumpfansatz sehr breiten, vorn fast spitz zulaufenden Armen. Sein Körper ist mit massiven Platten und kurzen, stumpfen, ein netzartiges Muster bildenden Stacheln bedeckt. In der Rumpfmitte bilden sie eine 5-eckige Struktur. Jungtiere sind meist grün gefärbt. Ausgewachsene Exemplare sind meist braun oder rot mit einem gelben Netzmuster oder gelb mit roten Stacheln.

## Lebensweise
Genetzte Kissensterne leben einzeln oder in Gruppen auf Sandflächen, oft auch zwischen Seegras, in Tiefen zwischen einem und 35 Metern. Sie ernähren sich von Detritus, Mikroorganismen, Schwämmen, Weichtieren und anderen Stachelhäutern, auch kleineren Artgenossen. Zum Fressen stülpen sie ihren Magen aus und verdauen außerhalb des Körpers.
Genetzte Kissensterne sind wahrscheinlich getrenntgeschlechtlich, eine ungeschlechtliche Vermehrung wurde noch nicht beobachtet.
Wegen der schönen Farben werden die Tiere gesammelt, getrocknet und als Souvenirs an Touristen verkauft.